# Стрілка сибірська
Стрі́лка сибірська (Coenagrion hylas) — вид бабок родини стрілкових (Coenagrionidae).

## Поширення
Вид поширений в Північній Азії від Уралу до Японії, з основним осередком у Східному Сибіру. В Європі є ізольована популяція в Альпах на півночі Австрії (Тіроль). Раніше траплявся в Баварії, але там визнаний вимерлим.
Мешкає у різноманітних місцях проживання Сибіру: торф'яні озера, заболочені луки, болота, які частково живляться карстовими лужними водами, невеликі стариці в заплавах річок. У Європі вид приурочений до мілководних і більш-менш торф'яних водойм і невеликих озер з прозорою оліготрофною водою і зонами повільного протікання та просочування води.

## Опис
Бабка завдовжки до 38 мм і з розмахом крил до 56 мм. Забарвлена в насичені контрасні чорний і синій колір. Забарвлення відрізняється від забарвлення інших блакитних стрілок тим, що в обох статей чорні плями на сегментах живота зходяться збоку, утворюючи безперервну лінію. Нижня сторона самців повністю чорна.